# Tostada

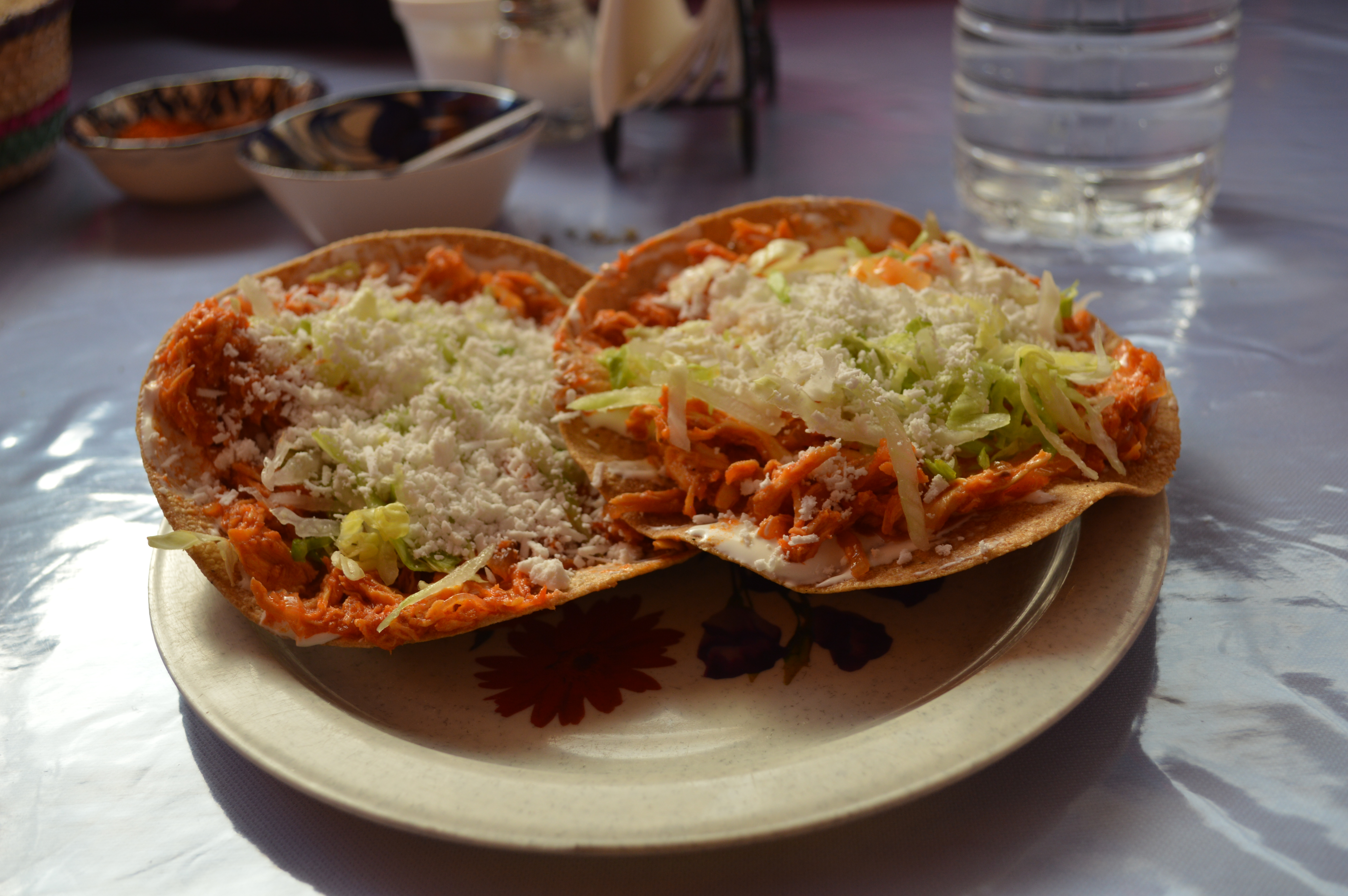
Zwei Tostadas Tinga (mit Hühnchen in Soße)

Tostada ist in der mexikanischen Küche eine knusprige Tortilla, manchmal mit Knoblauch und Tomaten bestrichen, serviert mit einer Schale mit Olivenöl zum Dippen. Tostadas sind zusammen mit Tacos und Enchiladas als Antojitos (kleine Gelüste) bekannt; sie waren für die mexikanische Arbeiterklasse lange Zeit eine schnelle Mahlzeit, die oft an einer Straßenecke gegessen wurden.
Tostadas werden im mexikanischen Street Food vielfältig belegt, meist mit einer Lage braunes Bohnenpüree, darauf einer Lage geschreddertes Fleisch und darüber mit frischem Gemüse und Salat, gekrönt mit geriebenem Käse und mexikanischer Salsa. Tostadas Tinga sind Snacks mit einer Füllung aus scharfem Hühnchenfleisch.
Im Südwesten der Vereinigten Staaten existiert mit Frito Pie ein Gericht, welches als US-amerikanische Version der Tostada gilt.